# Stenomordella
Stenomordella is een geslacht van kevers uit de familie spartelkevers (Mordellidae).
Het geslacht is voor het eerst wetenschappelijk beschreven in 1941 door Ermisch.

## Soorten
Het geslacht omvat de volgende soorten:
- Stenomordella longeantennalis Ermisch, 1941
- Stenomordella macrocephala Franciscolo, 1965
- Stenomordella ochii Kiyoyama, 1975